# Massacres de Senkata e Sacaba em 2019
Massacres de Senkata e Sacaba referem-se aos eventos que ocorreram nesses locais após a chegada de Jeanine Áñez à presidência da Bolívia em novembro de 2019, paralelamente à crise política e social, no qual os habitantes foram reprimidos pelas forças militares e policiais com armas de fogo e outras, deixando um saldo de 36 mortos.
Após a renúncia de Evo Morales à presidência em 10 de novembro, uma equipe da Comissão Interamericana de Direitos Humanos (CIDH) foi designada para investigar os atos de violência praticados pelas forças militares bolivianas na cidade de El Alto (Senkata) e Sacaba em Cochabamba. Depois de coletar vários depoimentos e declarações entre 22 e 25 de novembro de pessoas nos locais mencionados, a equipe divulgou um relatório no qual constaram-se graves violações dos direitos humanos e uso excessivo de força deixando um saldo de 36 pessoas mortas e mais de 50 feridas. O estudo conclui que as forças militares e policiais do governo Jeanine Añez teriam aberto fogo contra a população civil.
Em 11 de dezembro de 2019, a CIDH classificou as mortes de civis como "massacres", endossado pela promulgação do decreto 4078 que isentava as forças armadas da Bolívia, decreto que foi promovido e promulgado pelo governo de Jeanine Áñez.